# Thea Astley
Thea Astley AO (* 25. August 1925 in Brisbane; † 17. August 2004 in Byron Bay) war eine australische Schriftstellerin.

## Leben
Thea Astley arbeitete nach ihrem Studium an der University of Queensland als Lehrerin in Queensland und New South Wales. Von 1968 bis 1980 war sie an der Macquarie University in Sydney tätig. Sie war verheiratet mit Jack Gregson und hatte einen Sohn.

## Künstlerisches Schaffen
Ihre Romane und Kurzgeschichten sind von ihrem katholischen Glauben und ihren Erfahrungen als Lehrerin in kleinen Orten im australischen Outback geprägt. Ihre Werke konzentrieren sich auf problematische Charaktere, die sich als Außenseiter nicht in die gesellschaftlichen Verhältnisse einfügen.

## Auszeichnungen und Ehrungen
- 1962 Miles Franklin Award für A Well Dressed Explorer
- 1965 Miles Franklin Award für The Slow Natives
- 1972 Miles Franklin Award für The Acolyte
- 1980 Member des Order of Australia
- 1988 Ehrendoktorwürde
- 1992 Officer des Order of Australia
- 2000 Miles Franklin Award für Drylands

## Werke
Romane
- Girl with a Monkey, 1958
- A Descant for Gossips, 1960
- The Well Dressed Explorer, 1962
- The Slow Natives, 1965
- A Boat Load of Home Folk, 1968
- The Acolyte, 1972
- A Kindness Cup, 1974
- An Item from the Late News, 1982
- Beachmasters, 1985
- Reaching Tin River, 1990
- Vanishing Points, 1992
- Coda, 1994
- The Multiple Effects of Rainshadow, 1996
- Drylands, 1999

Kurzgeschichtensammlungen
- Hunting the Wild Pineapple, 1979
- It's Raining in Mango, 1987
- Collected Stories, 1997